# Bataille de Kukawa
Insurrection de Boko Haram
Batailles
La bataille de Kukawa a lieu le 5 novembre 2018 pendant l'insurrection de Boko Haram.

## Déroulement
Le 5 novembre 2018 vers 05h25 de l'après-midi, les djihadistes de l'État islamique en Afrique de l'Ouest attaquent la ville de Kukawa, dans la région du lac Tchad. Les djihadistes se portent d'abord au marché de la ville, où ils commettent des pillages et dérobent de l'argent à des civils, notamment aux marchands de bovins. Les assaillants se tournent ensuite contre la base militaire. Les soldats nigérians tentent d'abord de résister, mais ils finissent par prendre la fuite. La base est pillée, deux véhicules blindés sont détruits et du matériel médical est saisi. 

## Les pertes
Selon les déclarations anonymes d'un officier de l'armée nigériane à l'AFP, au moins 16 soldats sont portés disparus après les combats. L'État islamique en Afrique de l'Ouest revendique également l'attaque et affirme avoir tué 15 militaires nigérians. Un membre des milices civiles fait mention à l'AFP d'un civil tué pendant les combats.